# Junge Alternative JA!
Die Junge Alternative JA! ist eine politische Gruppierung in Stadt und Kanton Bern. Sie verfügt formal weder über Organe wie Präsidium, Vorstand oder Arbeitsgruppen, noch über eine feste Mitgliedschaft und entsprechende Beiträge. Die Gruppe ist seit 1993 im Berner Stadtrat vertreten und hielt von 2002 bis 2006 einen Sitz im Grossen Rat des Kantons Bern. Seit 2020 gehört sie den Jungen Grüne Kanton Bern als Stadtsektion an.

## Standpunkte
Die Junge Alternative JA! ist dem linksalternativen Spektrum zuzuordnen und setzt sich für soziale, feministische, ökologische, antirassistische, pazifistische und jugendspezifische Anliegen ein. Sie versteht sich als Teil der internationalen globalisierungskritischen Bewegung.

## Geschichte

### Entstehung
Die Junge Alternative wurde 1992 im Hinblick auf die Wahlen des Berner Gemeindeparlaments (Stadtrat) gegründet. Die Gründer hatten sich unter anderem durch ihr Engagement bei der Gruppe für eine Schweiz ohne Armee (GSoA), bei gassennahen Organisationen im Rahmen der offenen Drogenszene in Bern oder bei bestehenden Parteien wie dem Grünen Bündnis und den JungsozialistInnen kennengelernt.

### Jüngste Entwicklung
Am 30. April 2020 beschlossen die JA! und die Jungen Grünen Kanton Bern (JGKB), dass die JA! zukünftig als Stadtberner Sektion wird. Die JA! sollte jedoch weiter unter diesem Kürzel politisieren, auch sollte die "offene, basisdemokratische" Struktur der JA! weitergeführt werden.

### Teilnahme bei Wahlen
Seit 1992 nimmt die Junge Alternative an den kommunalen Parlamentswahlen der Stadt Bern teil. Dabei hat sie folgende Stimmenanteile erreicht:
- 1992: 1,30 %[2]
- 1996: 2,43 %[3]
- 2000: 2,58 %[4]
- 2004: 2,60 %[5]
- 2008: 3,20 %[6]
- 2012: 2,06 %[7]
- 2016: 2,96 %[8]
- 2020: 3,61 %[9]

Des Weiteren hat die Junge Alternative immer wieder an kantonalen und nationalen Wahlen teilgenommen. Dabei haben die Stimmen lediglich bei den kantonalen Wahlen in den Jahren 2002 und 2022 für einen Sitz gereicht (siehe unten).

### Parlamentsvertretungen

#### Berner Stadtrat (Gemeindeparlament)
In den Jahren 1993 bis 1996 war die JA! mit einem Sitz im Berner Stadtrat vertreten, von 1996 bis 2012 mit zwei Sitzen, seit den Wahlen vom 25. November 2012 wieder nur mit einem. Am 27. November 2016 hat die Stimmbevölkerung der Stadt Bern wiederum zwei Personen der JA! ins Stadtberner Parlament gewählt. Nach den Wahlen vom 29. November 2020 waren es drei Sitze. Konkret wurde die JA! durch folgende Personen vertreten:
- Annette Theiler (Januar 1993–Juli 1993)
- Nico Lutz (August 1993–April 1999)
- Barbara Spörri (Januar 1997–Februar 1999)
- Blaise Kropf (Februar 1999–Juli 2002)
- Erik Mozsa (Februar 2002–2004)
- Simon Röthlisberger (Juli 2002–Juni 2007)
- Anne Wegmüller (Januar 2005–März 2009)
- Lea Bill (Juni 2007–März 2014)
- Rahel Ruch (März 2009–Dezember 2012)
- Seraina Patzen (April 2014–Juni 2021)
- Eva Krattiger (Januar 2017–Juni 2022)
- Nora Joos (ab Januar 2021)
- Anna Jegher (ab Juli 2021)
- Mahir Sancar (ab Juni 2022)[10]

#### Grosser Rat des Kantons Bern (Kantonsparlament)
- Blaise Kropf (2002–2006)
- Seraina Patzen (ab 2022)
- Rahel Ruch (ab 2022)